# Susana (Flamencotänzerin)
Susana, bürgerlich Susana Janssen (geboren als Susanne Looser am 10. Oktober 1916 in Niederscherli; heimatberechtigt in Cudrefin; gestorben am 1. Januar 2010 in Zürich), war eine Schweizer Tänzerin. Nach einer klassischen Tanzausbildung legte sie ihren künstlerischen Schwerpunkt auf den spanischen Tanz. Zusammen mit ihrem aus Ostpreußen stammenden Mann Armin Janssen (Künstlername Antonio Robledo), Musiker und Komponist, und dem katalanischen Tänzer José de Udaeta trat sie von 1948 bis 1970 weltweit als Flamenco-Duo Susana y José auf.

## Künstlerischer Werdegang
Susana war die Tochter des Landarztes Rudolf Looser in Niederscherli. Sie erhielt ihre erste Tanzausbildung in Bern durch Dora Garraux, klassischen Tanz erlernte sie unter anderem in Paris bei Boris Kniaseff, und den spanischen Tanz bei „El Estampío“ und „La Quica“. Sie entwickelte eine besondere Tanzpädagogik, die in dem Dokumentarfilm Flamenco at 5:15 von Cynthia Scott aus dem Jahr 1983 gewürdigt wurde. José Udaeta war Ballettmeister an der Madrider Oper und engagierte Susana 1947 als Primaballerina. Ihre Karriere als Duo mit Udaeta begann 1948 in der Schweiz.
Nach ihrer aktiven Zeit widmete sich Susana ab 1970 der Tanzausbildung. Von 1984 bis 1994 waren sie und Robledo die künstlerischen Leiter der Tanzkompanie Flamencos en route im schweizerischen Baden. Susana heiratete 1938 den Arzt Guy Audéoud und 1958 den Pianisten und Komponisten Armin Janssen, der unter dem Pseudonym Antonio Robledo arbeitete.

## Wiederbelebung des ursprünglichen Flamencos
Ausgehend vom ursprünglichen volkstümlichen Flamenco, formten Susana und Robledo den Tanz in eine Kunstform um, deren Gewicht auf einer theatralischen Erzählung liegt, wie sie in den Schicksalen von Don Juan, Carmen und Orpheus überliefert sind. Deren Geschichten konzentrierten die Tänzer in ihren Aufführungen auf die leidenschaftliche Beziehung zwischen Mann und Frau. Elemente der Bildenden Kunst waren ebenfalls Vorlage für eine Tanzperformance. Das Blatt Nr. 75 aus Francisco de Goyas Grafikzyklus Los Caprichos inspirierte Susana und Udaeta für eine Darbietung in der die Tanzpartner in Liebe, Überdruss, Auflehnung und Hass aneinander gefesselt sind. Aufgeführt wurde das Stück 1967 in Berner Stadttheater. Ein weiteres tänzerisches Konzept entwickelte Susana zu den unterschiedlichen Landschaften der iberischen Halbinsel. Während ihrer Reisen studierte sie Schritte und Bewegungen der Volkstänze dieser Landschaften und adaptierte sie für die Bühne. Dazu gehörten unter anderem die Jota aus Navarra und Aragonien, die mit Blasmusik begleitete heitere katalanische Sardana, der feierlich-ernste Bolero de Torrent und den aus Ibiza stammenden improvisierten Ball de Gall (Hahnentanz) mit Flöten- und Kastagnettenbegleitung.

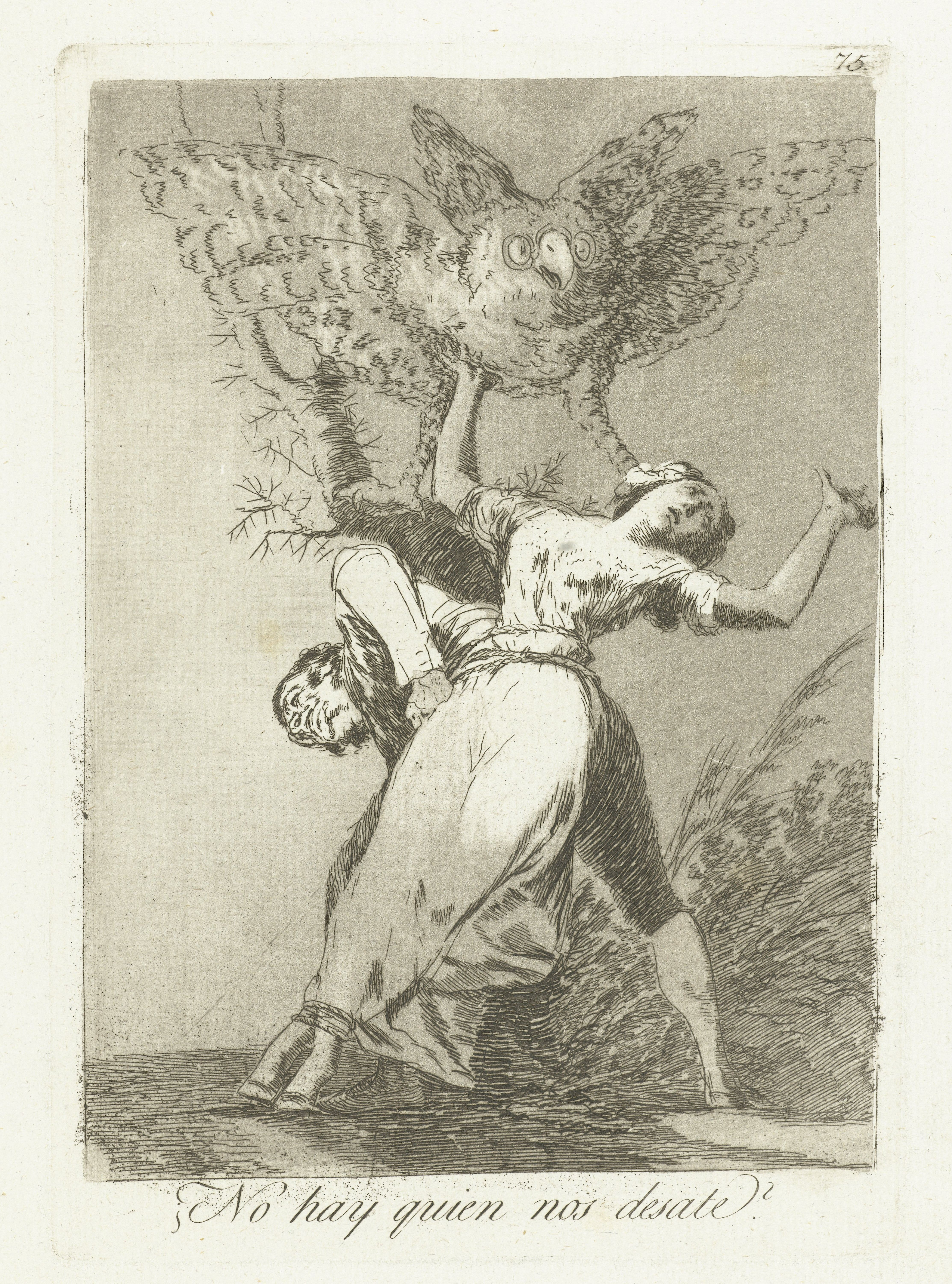
Das Capricho Nr. 75 ¿No hay quién nos desate? (Gibt es niemanden, der uns erlöst?) von Goya inspirierte Susana und José zu einer Tanzperformance.

Ihr dramatisch-musikalisches Verständnis umfasste neben dem inszenierten Zusammenhang schicksalhafter Geschichten und ihrer Personen einen exakt gehaltenen Rhythmus und durch eine „geregelte Urkraft“ gezähmte „Wildheit“. Seit der Mitte des 19. Jahrhunderts breitete sich der Flamenco im Europa auch außerhalb Spaniens aus und hatte Erfolg beim Publikum. Doch in der Spätromantik begann eine folkloristische Trivialisierung des Tanzes, weil keine begleitende Tanzpädagogik für Ballettschulen existierte. So gab es zwar in Balletten, Opern und Operetten zahlreiche Tanznummern mit pseudospanischem Kolorit, aber mit dem wilden ursprünglichen Tanz hatten diese nichts zu tun. Das Duo Susana und José hingegen begann nach dem Zweiten Weltkrieg mit der Wiederbelebung des spanischen Geistes, den der Tanz verkörpert. Nicht nur weltweite Tourneen, auch die Tanzpädagogik spielte in Susanas Kunst eine große Rolle. In künstlerischer Hinsicht gelang ihnen damit eine Renaissance des Flamencos, die dauerhaft nachwirkt.

## Stücke (Auswahl)
- 1951 Orfeo gitano, Schauspielhaus Zürich; folkloristisch geprägt mit Gitarrenmusik
- 1951 El Bufón (Der Narr), Schauspielhaus Zürich: mit Klaviermusik von Maurice Ravel
- 1952 Don Juan, Deutsches Schauspielhaus, Hamburg, mit Musik von Antonio Robledo; ein dämonischer Männertanz als Jota
- 1958 Romance de Carmen y Don José, Deutsches Schauspielhaus Hamburg; Ballade über die tragische Liebe zwischen der Arbeiterin Carmen und dem Soldaten Don José, nach Prosper Merimée; mit Klavier, Gitarre, Schlagzeug und Gesang
- 1966 La Celestina, Alte Oper Frankfurt/M.; nach einer Tragikomödie von Fernando de Rojas aus dem Jahr 1492, mit Tiento-Gesang
- 1967 Capricho de Goya Nr. 75, Stadttheater Bern; Musik im Stil einer Taranta ohne Gesang, Frau und Mann sind aneinander gefesselt und warten auf Erlösung, nach dem Capricho No. 75 von Francisco de Goya